# Siagrio di Nizza
San Siagrio di Nizza, in tardo latino Syagrius (VIII secolo – Nizza, 787), era nipote di Carlo Magno e fu vescovo di Nizza dal 777 fino alla morte. È venerato come santo dalla Chiesa cattolica.
Costruì un monastero presso il sepolcro di san Ponzio. A lui è dedicata, unica al mondo, una chiesa nei pressi del paese di Buggio in Provincia di Imperia, dove la tradizione vuole si sia recato il santo vescovo per celebrare alcune cresime.